# Fernando Ortiz Fernández
Fernando Ortiz Fernández (Havana, 16 de julho de 1881 - Havana, 10 de abril de 1969) foi um político, escritor e etnomusicólogo cubano.
Estudioso da cultura afro-cubana, tornou-se ativo nacionalista em movimentos da renovação cívica de seu país, ajudando a criar o movimento Afrocubanismo.
Fundou as revistas Revista Bimestre Cubana, Archivos del Folklore Cubano e Estudios Afrocubanos e escreveu os livros La Africania de la Musica Folklorica de Cuba (1950), e Los Instrumentos de la Musica afrocubana (1952 - 1955) e em 1955 foi indicado para o Prêmio Nobel da Paz.